# Campylocentrum ornithorrhynchum

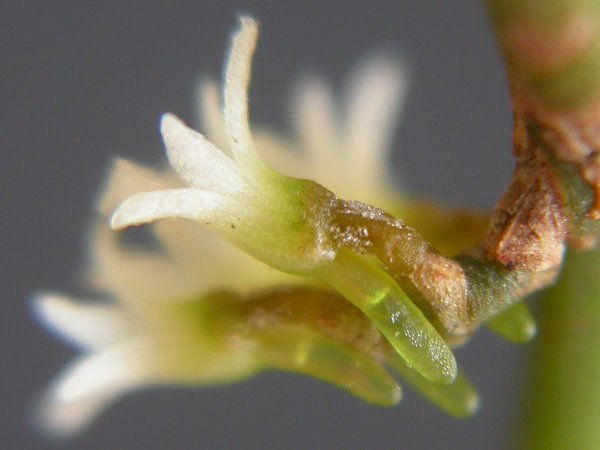
Campylocentrum ornithorrhynchum, nectário

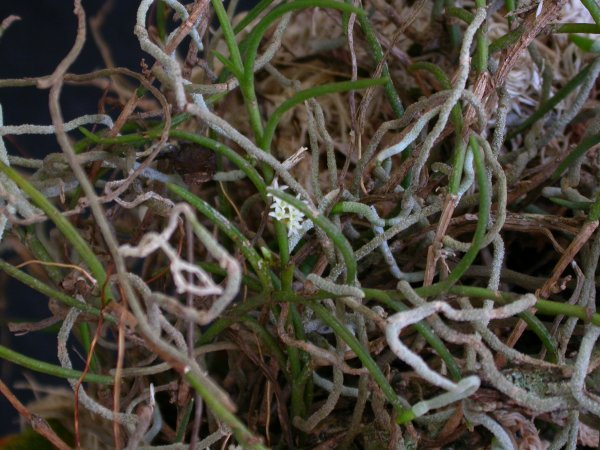
Campylocentrum ornithorrhynchum, planta

Campylocentrum ornithorrhynchum  é uma espécie de orquídea, família Orchidaceae, que existe apenas no sudeste e sul do Brasil. Trata-se de planta epífita, monopodial, com caule alongado, bastante ramificado e folhas cilíndricas, cujas inflorescências brotam nódulo do caule oposto à base da folha. As flores são minúsculas, brancas, de sépalas e pétalas livres, e nectário mais ou menos reto na parte de trás do labelo. Pertence à secção de espécies de Campylocentrum com folhas teretes longas e robustas.

## Publicação e sinônimos
- Campylocentrum ornithorrhynchum  (Lindl.) Rolfe, Orchid Rev. 11: 246 (1903).

Sinônimos homotípicos:
- Angraecum ornithorrhynchum Lindl., Edwards's Bot. Reg. 26: 68 (1840).
- Aeranthes ornithorrhyncha (Lindl.) Rchb.f. in W.G.Walpers, Ann. Bot. Syst. 6: 903 (1864).

## Histórico
Lindley publicou esta espécie em 1840 com base em um espécime coletado em Santa Catarina. Situa-se entre um grupo de espécies de plantas mais ou menos robustas, com folhas aciculares espessas que medem entre dois e cinco centímetros de comprimento. Trata-se de espécie bastante similar ao Campylocentrum sellowii, cujas diferenças supostamente são: no C. ornithorrynchum, o caule apresenta poucas raízes, e a secção da folha é cilíndrica com cerca de 4 cm de comprimento; e no C. sellowi as raízes são muitas, e a secção da folha é triangular com cerca menos de 3 cm de comprimento, praticamente não há diferenças florais exceto pelo nectário do C. sellowii que apresenta-se mais curvo. Esta espécie é citada para os estados brasileiros da Santa Catarina, Rio Grande do Sul e Rio de Janeiro, enquanto o C. sellowii existe nestes mesmos estado e também em Mato Grosso e São Paulo. Uma vez que plantas de folhas cilíndricas, quando estão desidratadas podem assumir a aparência triangular, e o comprimento das folhas de uma planta bem como a quantidade de raízes é suscetível a variações das condições de insolação e cultivo, aparentemente podem ser a mesma espécie, e neste caso o nome Campylocentrum ornithorrynchum teria precedência sobre o outro.